# TAESA725便墜落事故
TAESA725便墜落事故（TAESA725びんついらくじこ）は1999年11月9日に発生した航空事故である。ティファナからメキシコシティへ向かっていたTAESA725便が最終経由地であるウルアパン国際空港を離陸した直後に墜落し、乗客乗員18名全員が死亡した。
事故調査によってパイロットは出発前に適当なチェックリストの使用を怠り、高度上昇中にどのヘディングに従うかを適切に判断出来なかった事が判明した。また、空間識失調も事故の理由として指摘されている。この事故によりTAESAは運行停止になり、翌年の2000年に廃業となった。

## 事故機
事故機のマクダネル・ダグラス DC-9-31（XA-TKN）は製造番号47418として製造され、1970年2月にトランス・オーストラリア航空に納入された。その後29年もの間オーストラリア航空、NASA、アエロメヒコ航空などを転々とし、最終的にTAESAへと売却された。この29年間の間の運行回数は59,000サイクルであり、総飛行時間は58,000時間であった。

## 乗客乗員
機長は36歳の男性で、総飛行時間は5,368時間であった。副操縦士は22歳の男性で、総飛行時間は250時間であった。
725便には18人の乗客乗員が乗っており、その内13人が乗客で、5人が乗員だった。

## 事故の経緯
TAESA725便はウルアパン空港を現地時間18時59分にメキシコシティへ向け離陸した直後に機首が異常に上がった後、失速したまま制御を失い空港の滑走路から3.3マイル (5.3 km)南にあるアボカド畑に墜落し、搭乗していた18人全員が死亡した。

## その他
- 2010年10月にコンフント・ミチョアカンという地元の音楽ユニットが"La Tragedia de Taesa" (TAESAの悲劇)[9]というCDをリリースした。ただしこの曲のMVでは便名がなぜか715便になっている他[10]、アルバムカバーに採用された機体も実際に墜落したDC-9ではなくボーイング767になっている。